# Tihanyi Lajos

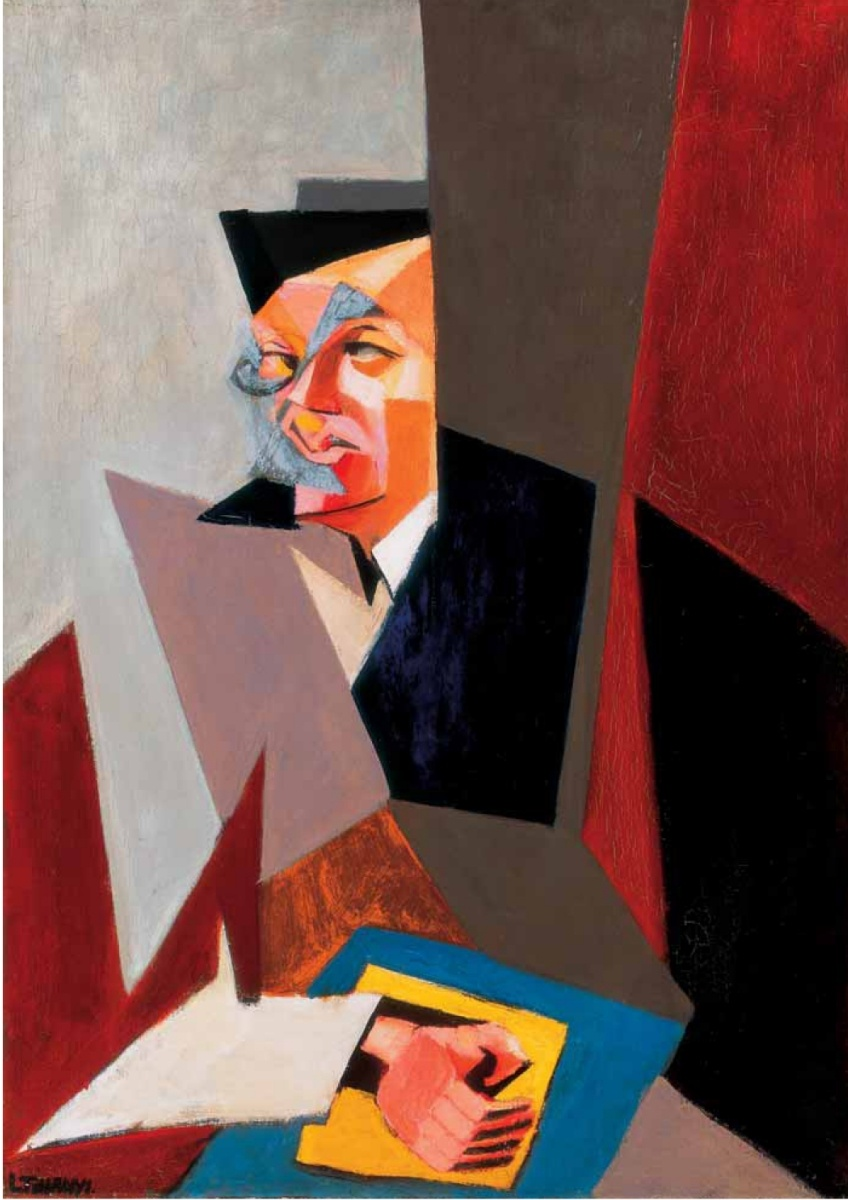
Tristan Tzara arcképe (1926)

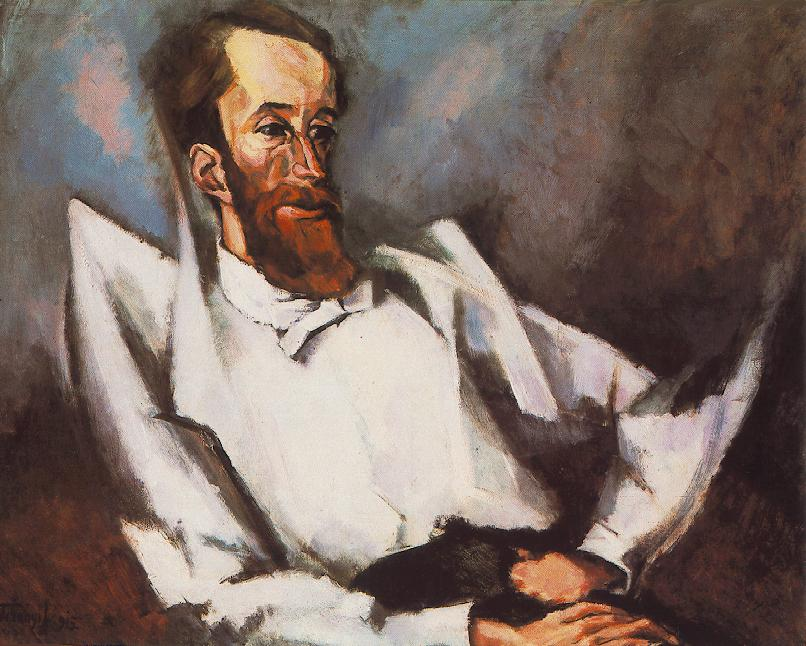
Fülep Lajos portréja (1915)

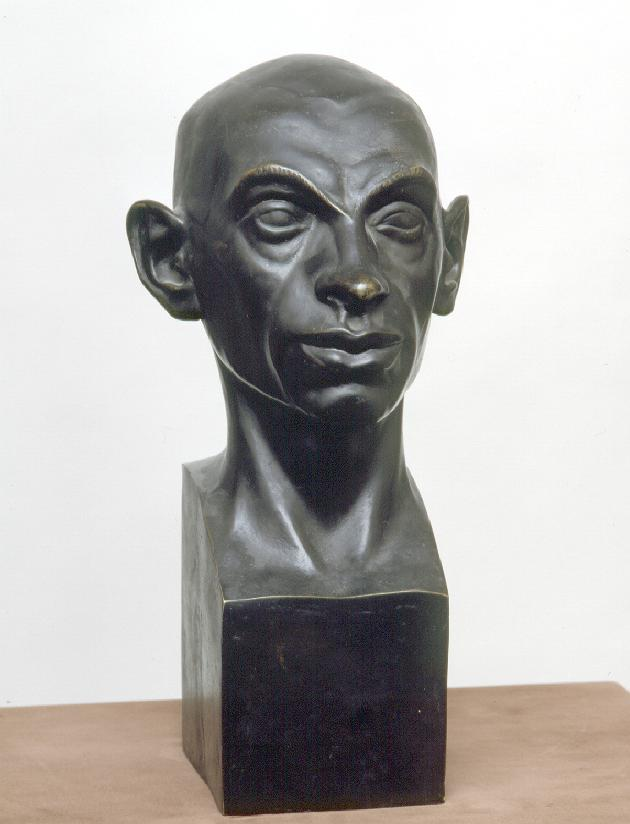
Fémes Beck Vilmos Tihanyi Lajos bronzszobra (1910)

Tihanyi Lajos (Budapest, 1885. október 19. – Párizs, 1938. június 11.) magyar avantgárd festőművész, a MIÉNK, a Nyolcak  és a Ma műhely tagja.

## Pályája
Tihanyi József pincér és Schlesinger Heléna fia. 11 éves korában agyhártyagyulladás következtében elvesztette hallását; siketsége miatt hangja eltorzult, szájról olvasott, s ha megszólalt, egyfajta torokhangon beszélt néhány szót. Emiatt gimnáziumi tanulmányainak feladására kényszerült. Rajzolni kezdett, majd tanulmányait a mintarajziskolában és különböző magániskolákban folytatta. 1907-ben rövid tanulmányutat tett Párizsban, ahol elsősorban a fauvizmus hatott művészetére, valamint Olaszországban. Négy nyáron át (1907–1910) Nagybányán festett, de nem tagolódott be az iskolába, a szabad iskolán kívül festett, lényegében autodidakta volt. Nagybányán a „neósok” csoportjához állt közel, majd 1909-től a Nyolcak alapító tagja lett. A Magyar Impresszionisták és Naturalisták Köre (MIÉNK) II. tárlatán állította ki először képeit (1908).
Az 1910-es évek végén ismerkedett meg Kassák Lajossal, aki 1918-ban kiállítást szervezett számára a Ma Váci utcai szalonjában. A Tanácsköztársaság bukása után Bécsbe emigrált, ahonnan rövidesen Berlinbe költözött. 1923-ban Párizsba települt át. Az ottani művészvilág hamar befogadta: Jean Cocteau-val, Tristan Tzarával, Brâncuşival és Utrillóval is kapcsolatban állt. Az analitikus, majd a szintetikus kubizmus jegyeit mutató, 1920 körül készített csendéleteit, portréit és városképeit egyre elvontabb kompozíciók váltották fel, az 1930-as évek elejére eljutott a teljes absztrakcióig. Az Abstraction-Création csoporthoz 1933-ban csatlakozott. Kései munkáit a magyar közönség már nem láthatta, mivel Tihanyi az 1937-es budapesti retrospektív kiállítás ötletét elvetette.
A magyar avantgárd egyik kiemelkedő alkotója. Stílusa Cezanne-ból indult ki, és kubista irányban haladt. Hatott rá a fauvizmus és az expresszionizmus (Oskar Kokoschka) is. Művészetében a tárgyiasság és az analitikus formabontás feszültségeit kutatta.
Minden művészet érdekelte, a zene is. Koncerteken az előtte álló székbe kapaszkodva érezte a zenét.
Legtöbb művét itthon a Magyar Nemzeti Galéria őrzi, vannak képei a székesfehérvári Deák Gyűjteményben is.

## Műveiből
- Fürdőzők – 1907
- Cigányasszony gyermekkel – 1908
- Nagybányai utcarészlet – 1908
- Tájkép – 1908
- Klauzál tér – 1909
- Tájkép híddal – 1909
- Csendélet cserepes virággal – 1909
- Önarckép – 1912
- Bölöni György arcképe – 1912
- Szécsénykovácsi kastély – 1913
- Virgil Ciaclan portréja – 1914
- Női arckép (Leopold Magda) – 1914
- Fülep Lajos – 1915
- Révész Béla arcképe – 1917
- Ady Endre arcképe – 1918
- Kassák Lajos arcképe – 1918
- Munkáscsalád – 1921
- Tristan Tzara arcképe – 1926
- Beszélgetők – 1928

## Társasági tagság
- MIÉNK
- Magyar Vadak
- Nyolcak
- Ma

## Szövegkiadás
- Tihanyi Lajos írásai és dokumentumok (válogatta, szerkesztette, és a kísérőszöveget írta: Majoros Valéria Vanília), Monument-Art, Budapest, 2002

## Források

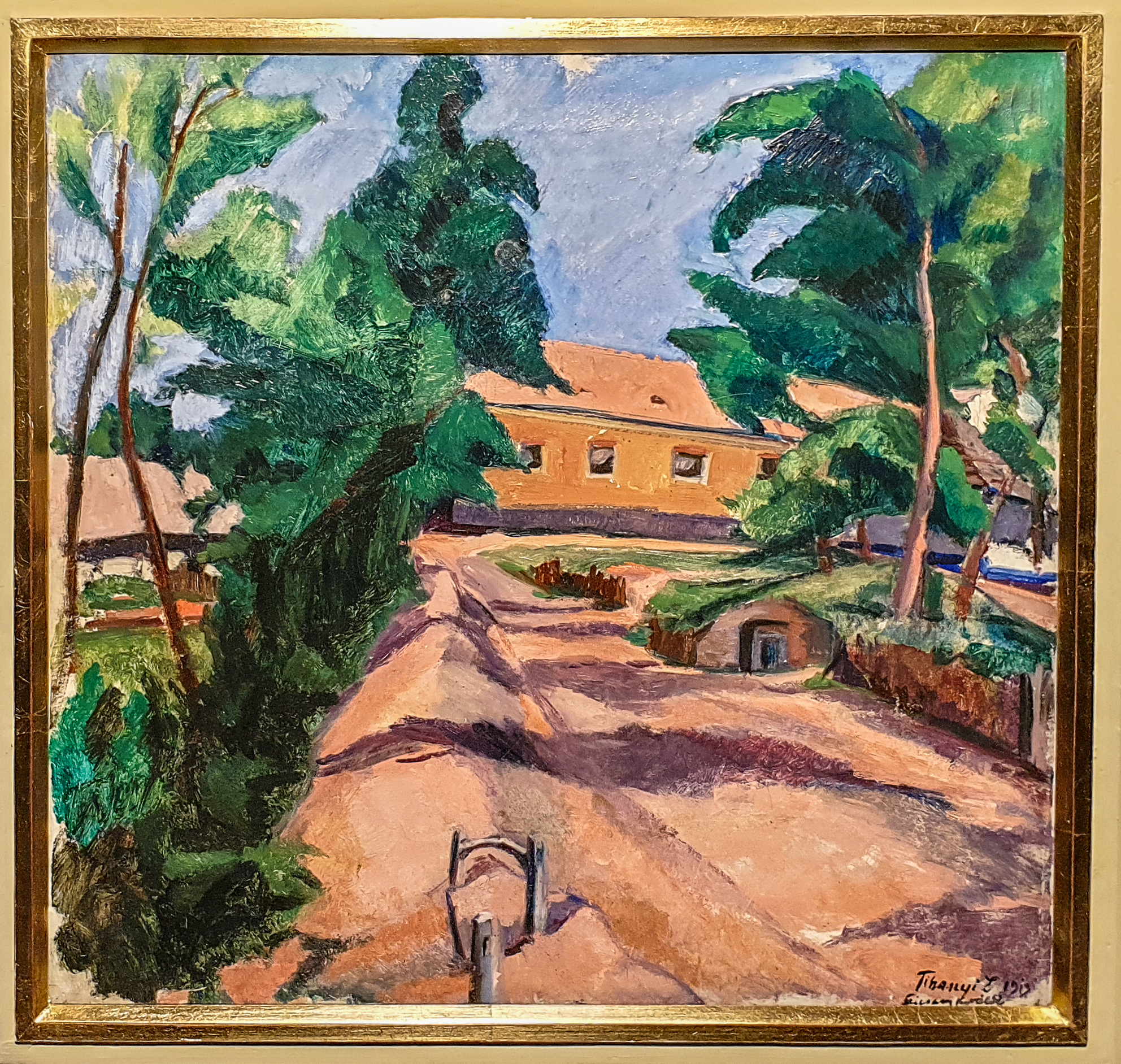
Nyár Szécsénykovácsiban
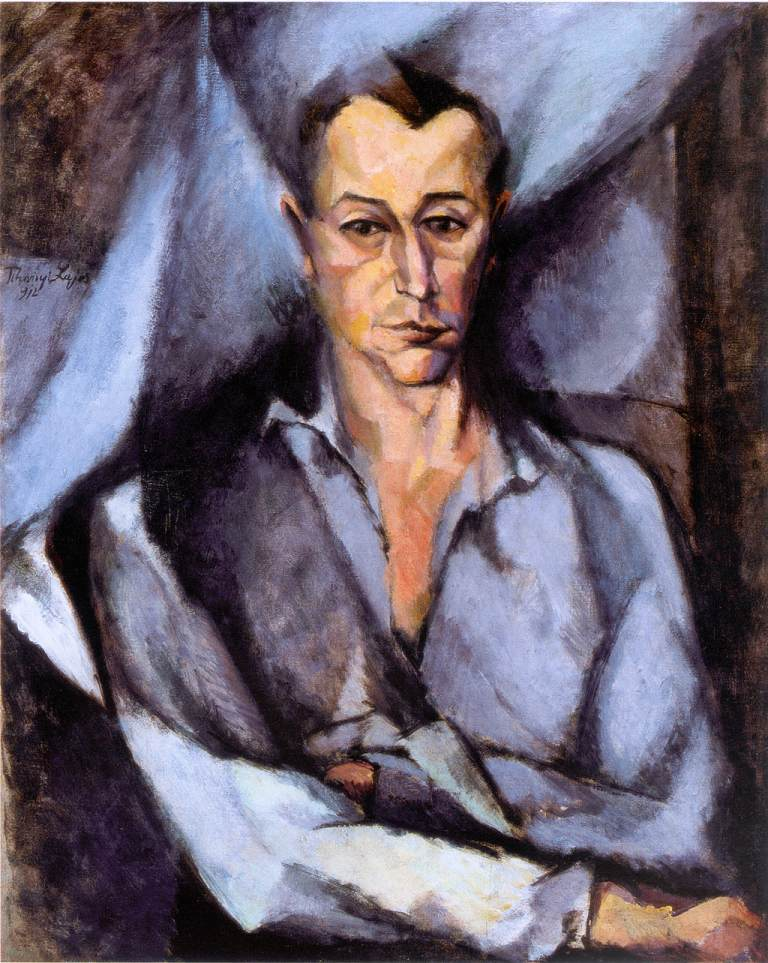
Bölöni György
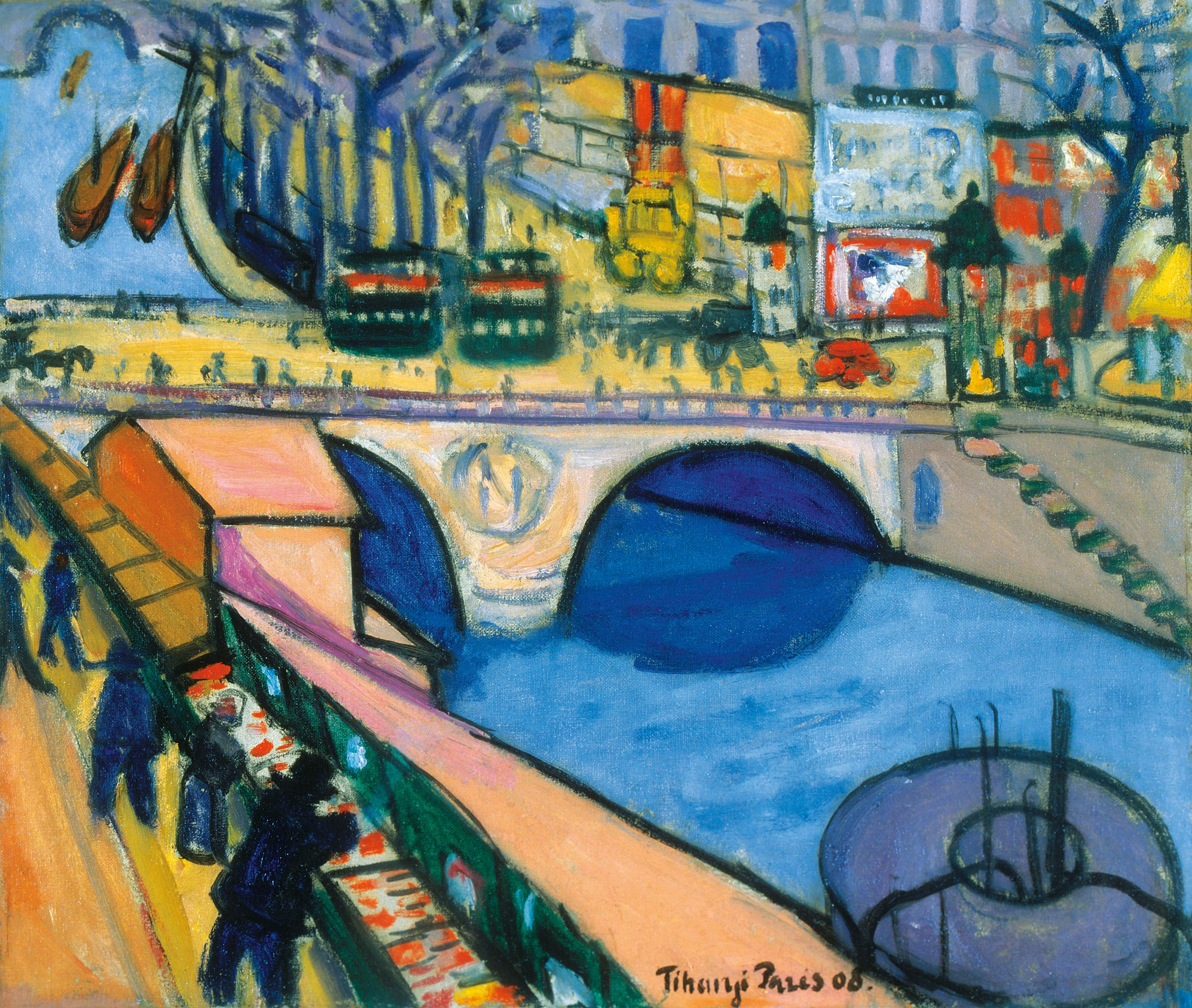
A Pont Saint-Michel Párizsban (1908)
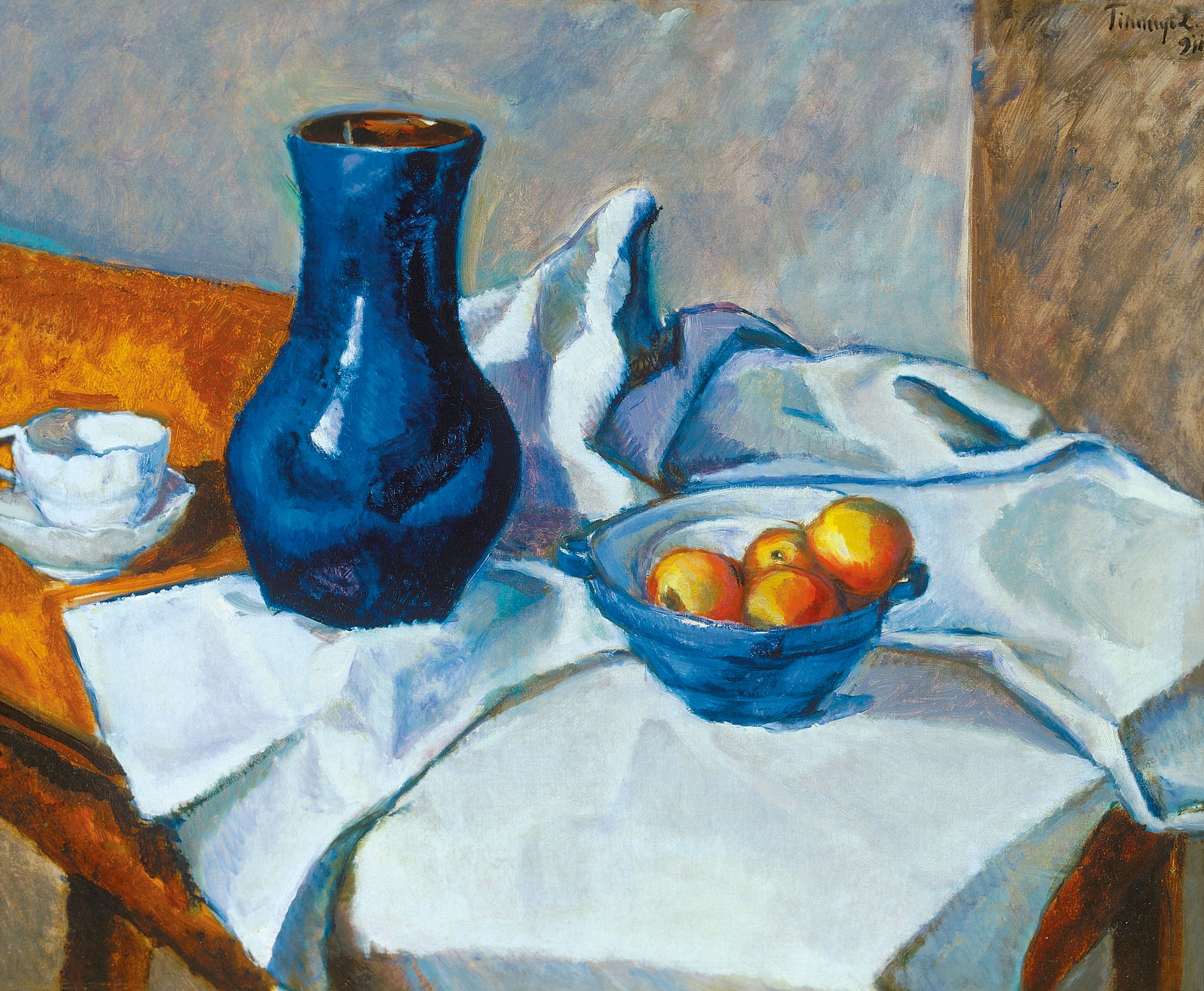
Csendélet kék vázával (1911)
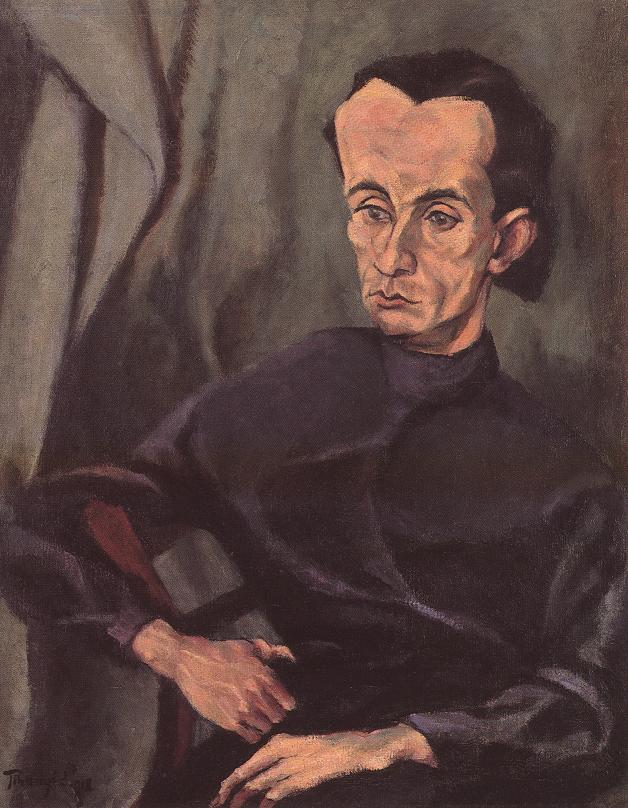
Kassák Lajos
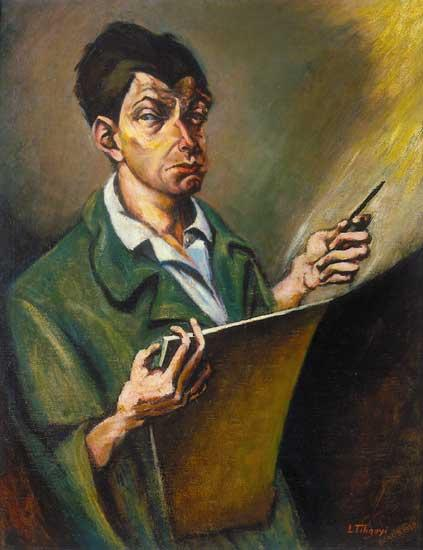
Önarckép (1920)
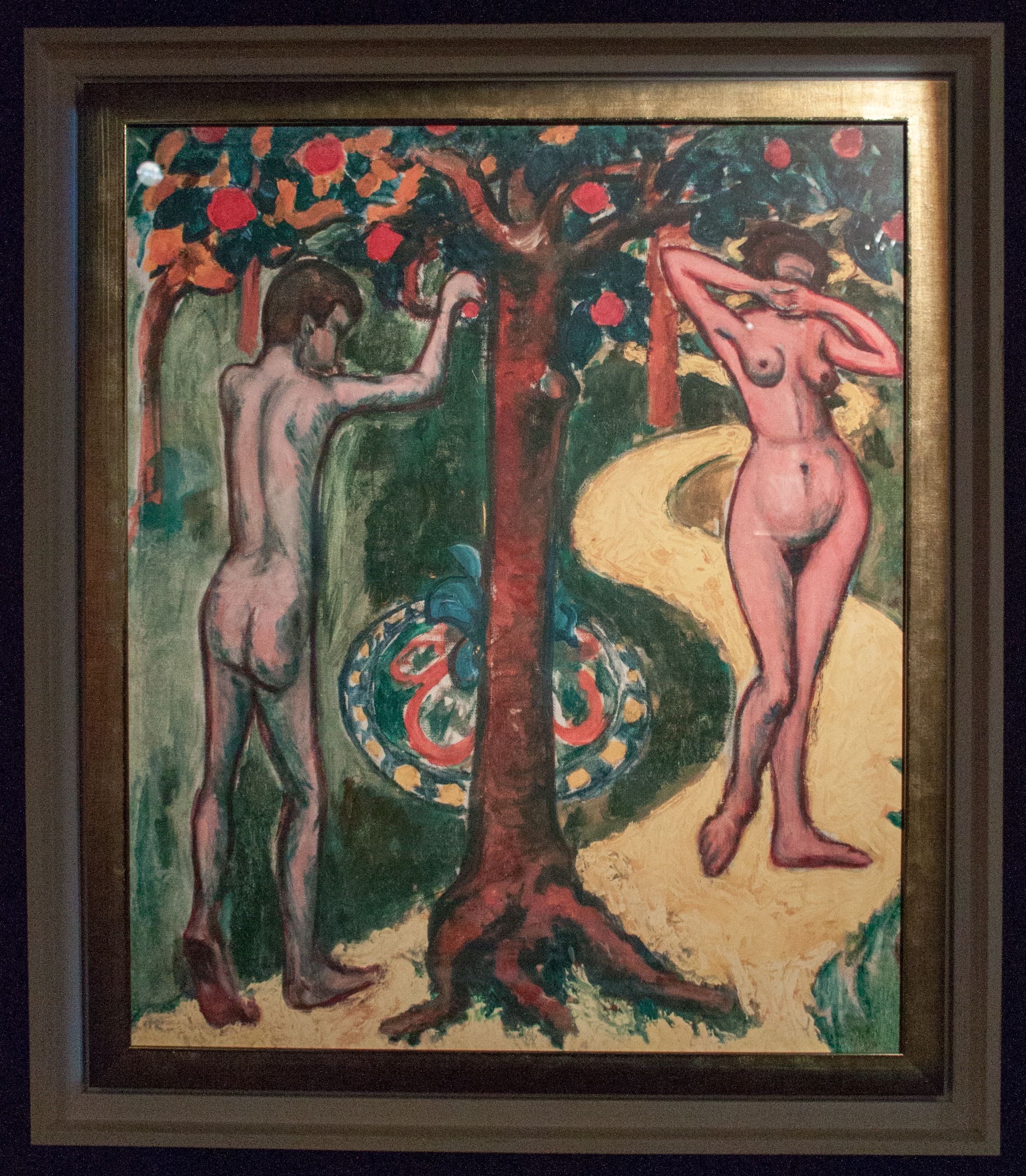
Modern Ádám és Éva